# Prevent Defense
Die Prevent Defense ist eine defensive Strategie im American Football. Dabei versucht die Defense einen großen Raumgewinn zu verhindern, lässt jedoch kleine bis mittlere Raumgewinne zu. Sie wird meist nur von in Führung liegenden Mannschaften bei noch wenig verbliebener Spielzeit vor Ende der ersten oder zweiten Hälfte oder bei sehr viel notwendigen Raumgewinn für ein neues First Down gespielt.

## Varianten
Es gibt zwei Hauptvarianten der Prevent Defense, die 3-5-3-Prevent-Defense und die 4-5-2-Prevent Defense.
Bei der 3-5-3 üben drei Defensive Linemen den Pass Rush aus, fünf Linebacker oder Defensive Backs decken die nahen Zonen und drei Defensive Backs decken die tiefen Zonen. Die für die nahen Zonen verantwortlichen Verteidiger lassen sich nach dem Snap zurückfallen, damit sie genug Raum haben um sich zum Ball zu bewegen, wenn dieser in Richtung eines Gegners geworfen wird, der sich in ihrer Zone befindet. Die tiefen Verteidiger befinden sich soweit von der Line of Scrimmage entfernt, dass sie bei einem geworfenen Pass ausreichend Zeit haben jeden Verteidiger zu decken, der sich in ihrer Zone befindet.
In der 4-5-2 gibt es vier Defensive Linemen, womit die Defense mehr Druck auf den Quarterback ausüben kann. Fünf Defensive Backs gehen in die Manndeckung und zwei weitere Defensive Backs ohne zugewiesenem Gegenspieler helfen den Mitspielern aus, wenn ein Pass geworfen wird.

## Nachteile
Da die Defense versucht großen Raumgewinn zu verhindern, kann die Offense versuchen durch effektiven Einsatz von Spielzügen für wenig Raumgewinn nach vorne zu gelangen und dabei die restliche Spielzeit aufzubrauchen, womit beim Fehlschlag der Prevent Defense ein Gegenangriff ausbleiben würde.